# نائومچی اوئدا

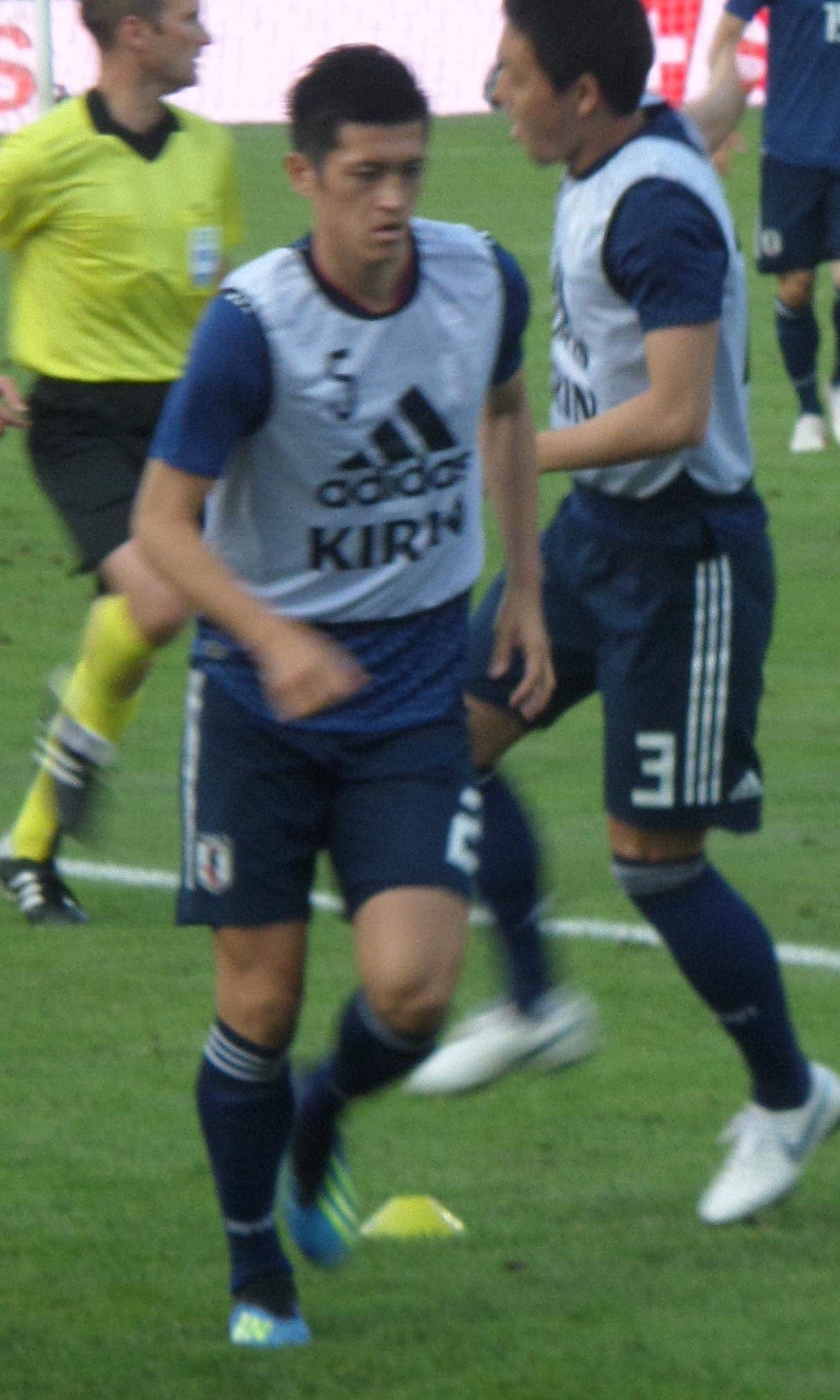
نائومچی اوئدا - ۲۰۱۸

نائومچی اوئدا (ژاپنی: 植田 直通؛ زادهٔ ۲۴ اکتبر ۱۹۹۴) بازیکن فوتبال اهل ژاپن است.
از باشگاه‌هایی که در آن بازی کرده‌است می‌توان به کاشیما آنتلرز اشاره کرد.
وی همچنین در تیم ملی فوتبال ژاپن بازی کرده‌است.